# Индевор (Dragon 2)
«Инде́вор» (англ. Endeavour, МФА: [enˈdev.ɚ]; в пер. с англ. — «стремление») — многоразовый транспортный космический корабль SpaceX, первый корабль Dragon 2 совершивший пилотируемый полёт 30 мая 2020 года в рамках миссии SpaceX DM-2. Корабль получил своё название в честь шаттла Индевор. Название дал первый экипаж корабля после запуска.

## История
Изначально первым пилотируемым Dragon 2, должен был стать C205, но из-за потери C204 на испытаниях экипаж SpaceX DM-2 полетел на Индеворе.

## Полёты
С мая 2020 Индевор совершил пять космических полётов. На ноябрь 2024 Индевор рекордсмен по времени проведённому в космосе среди пилотируемых космических кораблей более 700 суток.
| № | Название       | Эмблема | Дата старта    | Дата посадки    | Продолжительность  | Цель миссии                                                | Экипаж взлёта                                                 | Экипаж посадки                                                |
| - | -------------- | ------- | -------------- | --------------- | ------------------ | ---------------------------------------------------------- | ------------------------------------------------------------- | ------------------------------------------------------------- |
| 1 | SpaceX DM-2    |         | 30 мая 2020    | 1 августа 2020  | 63 дня 23 ч 25 м   | Первые пилотируемые испытания корабля.                     | Дуг Хёрли Роберт Бенкен                                       | Дуг Хёрли Роберт Бенкен                                       |
| 2 | SpaceX Crew-2  |         | 23 апреля 2021 | 9 ноября 2021   | 199 дней 17 ч 44 м | Первое повторное использование корабля. Смена экипажа МКС. | Шейн Кимбро Меган Макартур Акихико Хосидэ Томас Песке         | Шейн Кимбро Меган Макартур Акихико Хосидэ Томас Песке         |
| 3 | SpaceX AX-1    |         | 8 апреля 2022  | 25 апреля 2022  | 17 дней 1 ч 49 м   | Первый полностью частный полёт на МКС. Посещение МКС.      | Майкл Лопес-Алегрия Ларри Коннор Эйтан Стиббе Марк Пати       | Майкл Лопес-Алегрия Ларри Коннор Эйтан Стиббе Марк Пати       |
| 4 | SpaceX Crew-6  |         | 2 марта 2023   | 4 сентября 2023 | 185 дней 22 ч 42 м | Смена экипажа МКС.                                         | Стивен Боуэн Уоррен Хобург Султан Аль-Нейади Андрей Федяев    | Стивен Боуэн Уоррен Хобург Султан Аль-Нейади Андрей Федяев    |
| 5 | SpaceX Crew-8  |         | 4 марта 2024   | 25 октября 2024 | 235 дней 3 ч 35 м  | Смена экипажа МКС.                                         | Мэттью Доминик Майкл Барратт Джанетт Эппс Александр Гребёнкин | Мэттью Доминик Майкл Барратт Джанетт Эппс Александр Гребёнкин |
| 6 | SpaceX Crew-11 |         | июль 2025      | февраль 2026    | 240 дней (план)    | Смена экипажа МКС.                                         | Зена Кардман Майкл Финк Кимия Юи Олег Платонов                | Зена Кардман Майкл Финк Кимия Юи Олег Платонов                |